# Psammetes
Psammetes es un género con dos especies de plantas de flores perteneciente a la familia Scrophulariaceae. 

## Especies seleccionadas
- Psammetes madagascariensis
- Psammetes nigerica

- Datos: Q10355077
- Especies: Psammetes